# In Your Mind
In Your Mind je čtvrté sólové studiové album anglického hudebníka Bryana Ferryho. Vydalo jej v únoru roku 1977 hudební vydavatelství E.G. Records a společně s Ferrym jej produkoval Steve Nye. Nahráno bylo v londýnském AIR Studios. Jde o jeho první sólové album složené výhradně z autorských písní (spoluautorem jedné je Chris Thomas, pod ostatními je podepsán Ferry samostatně).

## Seznam skladeb
| Pořadí | Název               | Autor               | Délka |
| ------ | ------------------- | ------------------- | ----- |
| 1.     | This Is Tomorrow    | Bryan Ferry         | 3:40  |
| 2.     | All Night Operator  | Ferry               | 3:08  |
| 3.     | One Kiss            | Ferry               | 3:35  |
| 4.     | Love Me Madly Again | Ferry               | 7:26  |
| 5.     | Tokyo Joe           | Ferry               | 3:55  |
| 6.     | Party Doll          | Ferry               | 4:32  |
| 7.     | Rock of Ages        | Ferry, Chris Thomas | 4:31  |
| 8.     | In Your Mind        | Ferry               | 5:18  |

## Obsazení
- Bryan Ferry – zpěv, klávesy
- Chris Spedding – kytara
- Phil Manzanera – kytara
- Neil Hubbard – kytara
- Paul Thompson – bicí
- John Wetton – baskytara
- John Porter – baskytara
- David Skinner – klavír
- Ann Odell – aranžmá
- Chris Mercer – saxofon, aranžmá
- Mel Collins – saxofon, aranžmá
- Martin Drover – trubka
- Ray Cooper – perkuse
- Morris Pert – perkuse
- Preston Heyman – bicí
- Jacquie O'Sullivan – doprovodné vokály
- Helen Chappelle – doprovodné vokály
- Dyan Birch – doprovodné vokály
- Paddie McHugh – doprovodné vokály
- Doreen Chanter – doprovodné vokály